# 古寨汤王庙
古寨汤王庙，位于山西省晋城市高平市马村镇古寨村，是一处山西省文物保护单位。

## 保护
2021年8月4日，古寨汤王庙公布为第六批山西省文物保护单位，古建筑类，编号6-198。